# Trip to Your Heart
Trip to Your Heart is een nummer van popzangeres Britney Spears en staat op haar 7de studioalbum Femme Fatale. Het nummer is de 10de van de tracklist. Het nummer werd geproduceerd door Bloodshy, Henrik Jonback en Magnus.